# Avowed
Avowed è un videogioco action RPG del 2025 sviluppato da Obsidian Entertainment, pubblicato da Xbox Game Studios per Microsoft Windows e Xbox Series X e Series S.

## Modalità di gioco
Avowed è un videogioco di ruolo open world in prima persona, ambientato nel mondo di Eora, lo stesso di Pillars of Eternity. Il gioco presenta una telecamera in terza persona.

## Sviluppo
Avowed è stato annunciato durante l'Xbox Games Showcase 2020. Originariamente previsto per autunno 2024 il gioco è stato rinviato a febbraio 2025. Una demo del gioco è stata mostrata al gamescom 2024.